# 柴汝蘭
柴汝蘭（？年—？年），山東兖州府鄒縣人，由歲貢，康熙四年任四川順慶府岳池縣知縣。是一位政治人物，明清時曾在四川順慶府岳池縣（位於今四川東北部，武周萬歲通天二年分南充、相如二縣置，是一個千年古縣）擔任官吏。